# Lipkemedaeus
Lipkemedaeus is een geslacht van kreeftachtigen uit de klasse van de Malacostraca (hogere kreeftachtigen).

## Soorten
- Lipkemedaeus pelagius (Glassell, 1936)
- Lipkemedaeus spinulifer (Rathbun, 1898)